# Giovanna di Nassau-Dillenburg
Giovanna di Nassau-Dillenburg (Breda, 1444 – Waldeck, maggio 1468) è stata una nobile tedesca, Contessa di Waldeck.
Era figlia di Giovanni IV di Nassau e di Maria di Loon-Dillenburg. Alcuni suoi antenati sono i conti di Loon e di Nassau.

## Matrimonio e figli
Il 14 ottobre 1464 si sposò a Waldeck con il Conte Filippo I di Waldeck, figlio di Volrado I di Waldeck. Dall'unione è nato un solo figlio:
- Enrico VIII di Waldeck (1465 - 1513), erede del padre e Conte di Waldeck dal 1475 al 1513.